# باشگاه فوتبال کرویدون
باشگاه فوتبال کرویدون (به انگلیسی: Croydon Football Club) یک باشگاه فوتبال در شهر کرویدون، کشور انگلستان است که در سال ۱۹۵۳ میلادی تأسیس شده‌است.